# Dracula citrina
Dracula citrina är en orkidéart som beskrevs av Carlyle August Luer och Rodrigo Escobar. Dracula citrina ingår i släktet Dracula och familjen orkidéer. Inga underarter finns listade i Catalogue of Life.